# Staves
Staves est une census-designated place du comté de Cleveland, dans l’État américain de l'Arkansas.